# Поле Бродмана 52
Поле Бродмана 52 (міжнародне скорочення - ВА52) або параінсулярна ділянка 52 — це підрозділ цитоархітектонічно визначеної скроневої ділянки кори головного мозку.
Поле 52 розташоване на краю латеральної борозни на дорсальній поверхні скроневої частки. Його медіальна межа відповідає приблизно стику скроневої частки й острівця (острівцевої кори). Цитоархітектонічно вона межує латерально з переднім поперечно-скроневим полем 41  (Бродман-1909).